# Europarlamentari dell'Irlanda della IV legislatura
Gli europarlamentari dell'Irlanda della IV legislatura, eletti in occasione delle elezioni europee del 1994, furono i seguenti.

## Composizione storica
| Europarlamentare       | Lista             | Gruppo |
| ---------------------- | ----------------- | ------ |
| Nuala Ahern            | Partito Verde     | GV     |
| Niall Andrews          | Fianna Fáil       | ADE    |
| Mary Elizabeth Banotti | Fine Gael         | PPE    |
| Gerard Collins         | Fianna Fáil       | ADE    |
| Pat Cox                | -                 | ELDR   |
| Brian Crowley          | Fianna Fáil       | ADE    |
| John Walls Cushnahan   | Fine Gael         | PPE    |
| James (Jim) Fitzsimons | Fianna Fáil       | ADE    |
| Pat The Cope Gallagher | Fianna Fáil       | ADE    |
| Alan Leslie Gillis     | Fine Gael         | PPE    |
| Liam Hyland            | Fianna Fáil       | ADE    |
| Mark Killilea          | Fianna Fáil       | ADE    |
| John Joseph McCartin   | Fine Gael         | PPE    |
| Patricia McKenna       | Partito Verde     | GV     |
| Bernie Malone          | Partito Laburista | PSE    |